# Limonka
La Limonka (in russo Лимонка?) è un giornale, organo di stampa del Partito Nazional Bolscevico, pubblicato per la prima volta il 28 novembre 1994. Il primo editore fu Ėduard Limonov. La tiratura è da 5 000 copie a 15 000 copie.